# ویتانوواتس (کروشواتس)
ویتانوواتس (به صربی: Vitanovac) یک منطقهٔ مسکونی در صربستان است که در کروشواتس واقع شده‌است. ویتانوواتس ۶۴۸ نفر جمعیت دارد.